# Marcel Ophüls, paroles et musique

Marcel Ophüls, paroles et musique est un documentaire français réalisé en 2005 par François Niney et Bernard Bloch, produit par Les Productions de l'Œil sauvage et diffusé par France 3. Sa durée est de 54 minutes.

## Synopsis
Dans sa maison de Luc de Béarn, Marcel Ophüls a accepté d'assister à la projection d'extraits choisis de quatre films (Le Chagrin et la Pitié, The Memory of Justice, Hôtel Terminus et Veillées d'armes) et d'en discuter.
Auteur de films dénonçant le fascisme et surtout le comportement de chacun, que ce soit pendant la Seconde Guerre mondiale ou la guerre de Yougoslavie, le réalisateur explique ses choix.
L'écran devient un espace public où se confrontent visions d'hier et d'aujourd'hui, jugements des spectateurs et des interviewés. Au lieu de simplement regarder passer l'histoire, les films de Marcel Ophüls nous engagent à juger nos comportements.

## Fiche technique
- Réalisateur : François Niney et Bernard Bloch
- Durée : 54 minutes